# 紐約地鐵F線
/線第六大道慢車（英語：Sixth Avenue Local）及皇后大道快車（英語：Queens Boulevard Express），又稱紐約地鐵F線，是紐約地鐵B分部的一個地鐵系統。由於該線使用IND第六大道線通過曼哈頓主要地區，因此其路線徽號為橙色。
F線列車任何時候都營運，來往牙買加的179街來往康尼島的斯提威爾大道，在皇后區以快車營運（森林小丘-71大道與21街-皇后橋），在曼哈頓和布魯克林以慢車營運。
從1968年至1976年期間，F線在布魯克林的IND卡爾弗線以快車營運。F線途經53街隧道直至2001年為止。2010年代起，一直有聲音要求恢復從傑伊街-都會科技開往教堂大道的部分快車服務，但這相當具爭議性。2019年9月16日大都会运输署重新开通了F线快车服务。
|  |

|  |

|  |

## 歷史
|                         |
| 1967-1979年使用（圓形） |

1940年12月15日IND第六大道線慢車軌道開始營運，F線自該線帕森斯大道行駛至教堂大道，二次大戰期間於晚上、凌晨及週日早晨延駛至169街。
根據1948年的路線圖，D線與F線曾短暫的交換行駛服務路線。
1954年9月30日D線延駛IND克佛線，F線列車於尖峰時間駛至第二大道車站，其他時間則駛至34街車站。1956年6月28日F線曾全面延駛至第二大道車站，但於隔年10月6日將非尖峰時段的端點站改回34街。
1967年11月26日，F線端點站改至教堂大道，並經由BMT克佛線駛至斯提威爾大道。1980年代之前，部份列車自傑里街車站發車，駛至君王快速公路車站。
1987年3月24日，N線與R線對調皇后區的端點站，在此改線計畫中F於凌晨駛至57街車站。
1990年9月30日R線端點站改至七十一大道-州陸大道，以取代F線。
一年後凌晨列車取代Q線，改開往21街-皇后橋車站。
1997年5月，F線改行慢車開往牙買加-179街。
2001年12月16日，連接IND63街線與IND皇后大道線的63街隧道開通。在高度爭議下，F線改走63街隧道，行慢車的V線取代原先F所走的53街隧道往返曼哈頓及皇后區。F線列車開始全天營運皇后區（七十一大道-州陸大道車站至21街-皇后橋車站）的快車。
2002年9月8日，科尼島-斯提威爾車站因重建關閉，F線端點站改至X大道車站，開行X大道至科尼島-斯提威爾大道的區間公車，重建工程於2004年5月23日完工開放。

### 高峰方向快线重启
一直以来有呼声要求重启IND克佛線本站至教堂大道的快车，支持者包括时任市长迈克尔·布隆伯格和参议员Daniel Squadron。
MTA发表公告称IND克佛線的高架桥自从2009年至2012年经过全面整修，“没有任何妨碍开通F线快车的障碍”。
虽然部分IND克佛線沿线居民担心快车会让他们无法不换车直通曼哈顿，部分政客仍然在2014年提交了一份提案要求开通F线快车。
在2015年10月下旬，市政府人员考虑过重新开通F线快车。
部分高峰方向F线在傑伊街-都會科技車站和第四大道站之间经由快车轨道运行。2015年时，大都会运输署也曾准备在2016和2017年暑期时增加傑伊街-都會科技車站和教堂大道之间的高峰快车班次。
在2016年5月，大都会运输署称自从2017年秋天起F线会有一半的班次在总班次不变的情况下变为快车，但是其从未实行。
虽然如此，在2017年时，这个计划仍然处于研究阶段。
2019年7月，大都会运输署称其将会开通F线快车，每日两个高峰方向各两班。
快车自从2019年9月16日开通。
F线快车每天一共四班：早高峰曼哈顿方向两班，晚高峰布鲁克林方向两班。列车在第七大道设中途停站，一共跳过六个车站。曼哈顿方向的快车在早七点至七点半时运行、晚高峰去往布鲁克林方向的快车在下午四点二十五至五点之间运行。
每日列车总班次并无变化：四班次的列车从原本的慢车变成快车服务。
和别的纽约地铁快车服务一样，快车由菱形表示。
快车服务因为COVID-19疫情而于2020年3月一度暂停服务，但是在2021年5月3日重启。

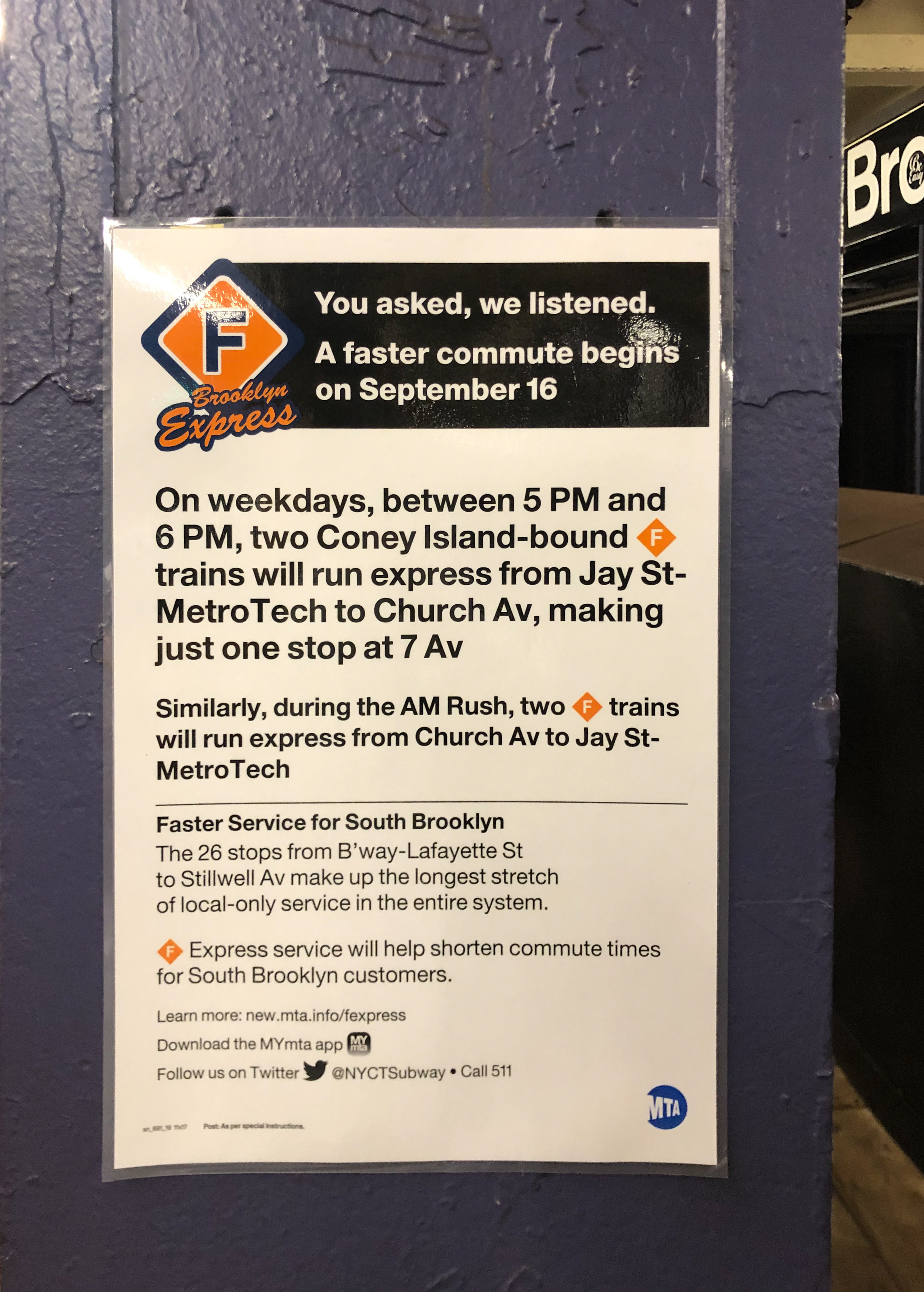
MTA关于重启傑伊街-都會科技車站和第七大道间快车的公告。

## 路線

### 服務形式
以下表格顯示F號線與⟨F⟩號線所使用路線，特定時段在有陰影的格的路段內營運。
| 路線                | 起點                 | 終點                | 軌道 | 時間      | 時間              |
| 路線                | 起點                 | 終點                | 軌道 | F service | F diamond service |
| 路線                | 起點                 | 終點                | 軌道 | 任何時段  | 繁忙時段尖峰方向  |
| ------------------- | -------------------- | ------------------- | ---- | --------- | ----------------- |
| IND皇后林蔭路線     | 牙買加-179街         | 75大道              | 慢車 |           | 有限度服務        |
| IND皇后林蔭路線     | 森林小丘-71大道      | 36街                | 快車 |           | 有限度服務        |
| IND 63街線（全線）  | 21街-皇后橋          | 萊辛頓大道-63街     | 全部 |           | 有限度服務        |
| IND第六大道線       | 57街                 | 57街                | 全部 |           | 有限度服務        |
| IND第六大道線       | 47-50街-洛克斐勒中心 | 第二大道            | 慢車 |           | 有限度服務        |
| IND第六大道線       | 德蘭西街             | 約克街              | 全部 |           | 有限度服務        |
| IND卡爾弗線（全線） | 傑伊街-都會科技      | 教堂大道            | 慢車 |           |                   |
| IND卡爾弗線（全線） | 傑伊街-都會科技      | 教堂大道            | 快車 |           | 有限度服務        |
| IND卡爾弗線（全線） | 迪特馬斯大道         | 康尼島-斯提威爾大道 | 慢車 |           | 有限度服務        |

### 車站
更詳細的車站列表參見上方列出的路線。
| 車站服務圖例             | 車站服務圖例                 |
| ------------------------ | ---------------------------- |
| 任何時候停站             | 任何時候停站                 |
| 任何時候停站（深夜除外） | 任何時候停站（深夜除外）     |
| 僅深夜停站               | 僅深夜停站                   |
| 僅深夜和週末停站         | 僅深夜和週末停站             |
| 僅平日停站               | 僅平日停站                   |
| 車站已關閉               | 車站已關閉                   |
| 僅繁忙時段停站           | 僅繁忙時段停站（有限度服務） |
| 僅繁忙時段的尖峰方向停站 | 僅平日繁忙時段的尖峰方向停站 |
| 時段資料                 |                              |
|                          |                              |
| 無障礙設施               | 車站符合ADA標準              |
| ↑                        | 車站在指定方向符合ADA標準    |
| ↓                        | 車站在指定方向符合ADA標準    |
|                          | 升降機只到夾層               |

| 慢車         | 快車                                   | 中文站名              | 英文站名 | 無障礙設施     | 轉乘                                                                                            | 連接                                                                                          |
| ------------ | -------------------------------------- | --------------------- | -------- | -------------- | ----------------------------------------------------------------------------------------------- | --------------------------------------------------------------------------------------------- |
| 皇后區       |                                        |                       |          |                |                                                                                                 |                                                                                               |
| 皇后林蔭路   |                                        |                       |          |                |                                                                                                 |                                                                                               |
| 任何時候停站 | 僅繁忙時段的尖峰方向停站（有限度服務） | 牙買加-179街          |          | 無障礙設施     | E                                                                                               | Q3線巴士往JFK機場                                                                             |
| 任何時候停站 | 僅繁忙時段的尖峰方向停站（有限度服務） | 169街                 |          |                |                                                                                                 | Q3線巴士往JFK機場                                                                             |
| 任何時候停站 | 僅繁忙時段的尖峰方向停站（有限度服務） | 帕森斯林蔭路          |          |                | E                                                                                               |                                                                                               |
| 任何時候停站 | 僅繁忙時段的尖峰方向停站（有限度服務） | 蘇特芬林蔭路          |          |                |                                                                                                 | Q44選擇巴士服務                                                                               |
| 任何時候停站 | 僅繁忙時段的尖峰方向停站（有限度服務） | 布里亞伍德            |          | 升降機只到夾層 | E                                                                                               | Q44選擇巴士服務                                                                               |
| 任何時候停站 | 僅繁忙時段的尖峰方向停站（有限度服務） | 克猶花園-聯合公路     |          | 無障礙設施     | E                                                                                               | Q10線巴士往JFK機場                                                                            |
| 任何時候停站 | 僅繁忙時段的尖峰方向停站（有限度服務） | 75大道                |          |                | E                                                                                               |                                                                                               |
| 任何時候停站 | 僅繁忙時段的尖峰方向停站（有限度服務） | 森林小丘-71大道       |          | 無障礙設施     | E M R                                                                                           | 長島鐵路主線，森林小丘                                                                        |
| 任何時候停站 | 僅繁忙時段的尖峰方向停站（有限度服務） | 傑克遜高地-羅斯福大道 |          | 無障礙設施     | E M R 7 （IRT法拉盛線）                                                                         | Q47線巴士往拉瓜迪亞機場（只限水上飛機客運大樓） Q53選擇巴士服務 Q70選擇巴士服務往拉瓜迪亞機場 |
| 63街線       |                                        |                       |          |                |                                                                                                 |                                                                                               |
| 任何時候停站 | 僅繁忙時段的尖峰方向停站（有限度服務） | 21街-皇后橋           |          | 無障礙設施     |                                                                                                 |                                                                                               |
| 曼哈頓       |                                        |                       |          |                |                                                                                                 |                                                                                               |
| 任何時候停站 | 僅繁忙時段的尖峰方向停站（有限度服務） | 羅斯福島              |          | 無障礙設施     |                                                                                                 | 羅斯福島纜車                                                                                  |
| 任何時候停站 | 僅繁忙時段的尖峰方向停站（有限度服務） | 萊辛頓大道-63街       |          | 無障礙設施     | MetroCard出站轉乘： 4 5 6 <6> （IRT萊辛頓大道線，59街） N R W （BMT百老匯線，萊辛頓大道／59街） |                                                                                               |
| 第六大道線   |                                        |                       |          |                |                                                                                                 |                                                                                               |
| 任何時候停站 | 僅繁忙時段的尖峰方向停站（有限度服務） | 57街                  |          |                |                                                                                                 | 由於車站進行翻新工作，雙向列車皆不停靠此站。翻新預計於2018年12月完成。                        |
| 任何時候停站 | 僅繁忙時段的尖峰方向停站（有限度服務） | 47-50街-洛克斐勒中心  |          | 無障礙設施     | B D M                                                                                           |                                                                                               |
| 任何時候停站 | 僅繁忙時段的尖峰方向停站（有限度服務） | 42街-布萊恩特公園     |          | 升降機只到夾層 | B D M 7 <7> （IRT法拉盛線，第五大道）                                                           |                                                                                               |
| 任何時候停站 | 僅繁忙時段的尖峰方向停站（有限度服務） | 34街-先驅廣場         |          | 無障礙設施     | B D M N Q R W （BMT百老匯線）                                                                   | M34/M34A選擇巴士服務 PATH，33街                                                               |
| 任何時候停站 | 僅繁忙時段的尖峰方向停站（有限度服務） | 23街                  |          |                | M                                                                                               | M23選擇巴士服務 PATH，23街                                                                    |
| 任何時候停站 | 僅繁忙時段的尖峰方向停站（有限度服務） | 14街                  |          |                | M 1 2 3 （IRT百老匯-第七大道線，14街） L （BMT卡納西線，第六大道）                              | PATH，14街                                                                                    |
| 任何時候停站 | 僅繁忙時段的尖峰方向停站（有限度服務） | 西四街-華盛頓廣場     |          | 無障礙設施     | B D M A C E （IND第八大道線）                                                                   | PATH，第9街                                                                                   |
| 任何時候停站 | 僅繁忙時段的尖峰方向停站（有限度服務） | 百老匯-拉法葉街       |          | 無障礙設施     | B D M 4 6 <6> （IRT萊辛頓大道線，布利克街）                                                     |                                                                                               |
| 豪釿頓街支線 |                                        |                       |          |                |                                                                                                 |                                                                                               |
| 任何時候停站 | 僅繁忙時段的尖峰方向停站（有限度服務） | 第二大道              |          |                | M15選擇巴士服務                                                                                 |                                                                                               |
| 任何時候停站 | 僅繁忙時段的尖峰方向停站（有限度服務） | 德蘭西街              |          |                | J M Z （BMT納蘇街線，埃塞克斯街）                                                               |                                                                                               |
| 任何時候停站 | 僅繁忙時段的尖峰方向停站（有限度服務） | 東百老匯              |          |                |                                                                                                 |                                                                                               |
| 布魯克林     |                                        |                       |          |                |                                                                                                 |                                                                                               |
| 任何時候停站 | 僅繁忙時段的尖峰方向停站（有限度服務） | 約克街                |          |                |                                                                                                 |                                                                                               |
| 卡爾弗線     |                                        |                       |          |                |                                                                                                 |                                                                                               |
| 任何時候停站 | 僅繁忙時段的尖峰方向停站（有限度服務） | 傑伊街-都會科技       |          | 無障礙設施     | A C N R W （BMT第四大道線）                                                                     |                                                                                               |
| 任何時候停站 | \|                                     | 卑爾根街              |          |                | G                                                                                               |                                                                                               |
| 任何時候停站 | \|                                     | 卡爾洛街              |          |                | G                                                                                               |                                                                                               |
| 任何時候停站 | \|                                     | 史密斯-第九街         |          |                | G                                                                                               |                                                                                               |
| 任何時候停站 | \|                                     | 第四大道              |          |                | G D N R W （BMT第四大道線，第九街）                                                             |                                                                                               |
| 任何時候停站 | 僅繁忙時段的尖峰方向停站（有限度服務） | 第七大道              |          |                | G                                                                                               |                                                                                               |
| 任何時候停站 | \|                                     | 15街-展望公園         |          |                | G                                                                                               |                                                                                               |
| 任何時候停站 | \|                                     | 漢密爾頓堡公園道      |          |                | G                                                                                               |                                                                                               |
| 任何時候停站 | 僅繁忙時段的尖峰方向停站（有限度服務） | 教堂大道              |          | 無障礙設施     | G                                                                                               | 早上繁忙時段每個方向都有1班列車以此站為起終點來往曼哈頓及皇后區                               |
| 任何時候停站 | 僅繁忙時段的尖峰方向停站（有限度服務） | 迪特馬斯大道          |          |                |                                                                                                 |                                                                                               |
| 任何時候停站 | 僅繁忙時段的尖峰方向停站（有限度服務） | 18大道                |          |                |                                                                                                 |                                                                                               |
| 任何時候停站 | 僅繁忙時段的尖峰方向停站（有限度服務） | I大道                 |          |                |                                                                                                 |                                                                                               |
| 任何時候停站 | 僅繁忙時段的尖峰方向停站（有限度服務） | 海灣公園道            |          |                |                                                                                                 |                                                                                               |
| 任何時候停站 | 僅繁忙時段的尖峰方向停站（有限度服務） | N大道                 |          |                |                                                                                                 |                                                                                               |
| 任何時候停站 | 僅繁忙時段的尖峰方向停站（有限度服務） | P大道                 |          |                |                                                                                                 |                                                                                               |
| 任何時候停站 | 僅繁忙時段的尖峰方向停站（有限度服務） | 金斯公路              |          |                |                                                                                                 | 部分繁忙時段列車以此站為起終點來往曼哈頓及皇后區                                              |
| 任何時候停站 | 僅繁忙時段的尖峰方向停站（有限度服務） | U大道                 |          |                |                                                                                                 |                                                                                               |
| 任何時候停站 | 僅繁忙時段的尖峰方向停站（有限度服務） | X大道                 |          |                |                                                                                                 | 早上繁忙時段部分北行列車自此站開出                                                            |
| 任何時候停站 | 僅繁忙時段的尖峰方向停站（有限度服務） | 內普群大道            |          |                |                                                                                                 |                                                                                               |
| 任何時候停站 | 僅繁忙時段的尖峰方向停站（有限度服務） | 西八街-紐約水族館     |          |                | Q （BMT布萊頓線）                                                                               |                                                                                               |
| 任何時候停站 | 僅繁忙時段的尖峰方向停站（有限度服務） | 康尼島-斯提威爾大道   |          | 無障礙設施     | D （BMT西城線） N （BMT海灘線） Q （BMT布萊頓線）                                               |                                                                                               |

## 外部連結
- MTA NYC Transit - 路線介紹（英文）
- F線歷史（英文）
- MTA NYC Transit - F線時刻表（PDF）（英文）